# 茅台镇
茅台镇是中华人民共和国贵州省遵义市仁怀市辖管的一个镇，是茅台酒生产基地。

## 历史
古獠人在祭祀台上栽满茅草，称祭祀台为茅草祭台，简称“茅台”，此地因而得名。元代，在县以下设寨、洞、坪、村，称此地为茅台村。
清乾隆十年（1745年），贵州总督张广泗奏准开发赤水河航运，在茅台设立仁岸码头，由于水陆畅通致使市场繁荣，因此改名益商镇，但由于习惯称为茅台，因而改为茅台镇。
茅台镇在清嘉庆、道光年间造酒已初具规模，据《遵义府志》记载：“茅台酒，仁怀城西茅台村制酒，黔省称第一。茅台烧房不下二十家，所费山粮不下二万石”。光绪年间，“茅春、茅台烧春、回沙茅台”已远销诸省，其独特工艺也大体定型。所酿之酒曰“茅台烧”。但古酿造作房被太平天国翼王石达开进攻贵州时所毁。
1930年，茅台镇正式成立，属第四区。1935年并区，茅台镇属第一区。1947年撤销区制，茅台镇由仁怀县直接管理。1949年恢复区制。
中华人民共和国成立后，茅台镇属一分处，1951年成立仁怀县人民政府后设立十二个区，茅台镇属第五区（1955年第五区改为茅台区），1954年，仁怀县政府迁到茅台镇。1957年6月，茅台镇升格为区级镇，镇区分治。1962年，茅台镇降为乡级镇，改称茅台人民公社，属中枢区。1966年10月，县政府迁至中枢，中枢区区公所驻地茅台，恢复茅台镇。1992年8月，撤销中枢区，原中枢区所辖巾华乡、渡口乡、茅台乡、茅台镇合并为茅台镇。
2015年12月8日，贵州省人民政府批复同意仁怀市部分乡镇行政区划调整，设置新的茅台镇，下辖原茅台镇、二合镇、苍龙街道青草坝村、合马镇罗村村、大同村、三合镇卢荣坝村、大坝镇尧村及原高大坪乡尧坝村地域，镇人民政府驻杨柳湾社区。

## 经济
在贵州茅台以及整个酱酒产业的带动下，茅台镇2020年实现地区生产总值1092亿元，是西部地区唯一一个“中国百强镇”。管辖茅台镇的县级市——仁怀市，2020年的生产总值达1364亿元，是贵州省首个也是目前唯一的“千亿县”，堪比地级市。

## 行政区划
茅台镇下辖以下地区：
青草坝村、杨柳湾社区、国酒社区、河滨社区、南坳社区、观音寺社区、岩滩村、桂花村、中华村、椿树村、元木岩村、杨湾村、太坪村、上坪村、尧村、卢荣坝村、大同村、罗村、玉屏社区、正觉寺村、同民村、柏杨村、沿河村、仁文村、双龙村、云柳村、向阳村和尧坝村。